# Herman Glass
Herman Theobald Glass (15 octobre 1880 – 13 janvier 1961) était un gymnaste américain. Il a remporté la médaille d'or aux anneaux lors des Jeux olympiques d'été de 1904.

## Palmarès

### Jeux olympiques
- Saint Louis 1904
  -  médaille d'or aux anneaux.